# Pordeanu, Timiș
Pordeanu (română Pordea - 1924 germană Porgau, maghiară Porgany) este un sat în comuna Beba Veche din județul Timiș, Banat, România. Datorită unei serii de factori negativi, precum poziția defavorabilă, relativ izolată de fluxurile economice, dimensiunile reduse, lipsa sistematizării, tendința de îmbătrânire și deficitul demografic, localitatea a cunoscut un puternic regres.

## Legături externe

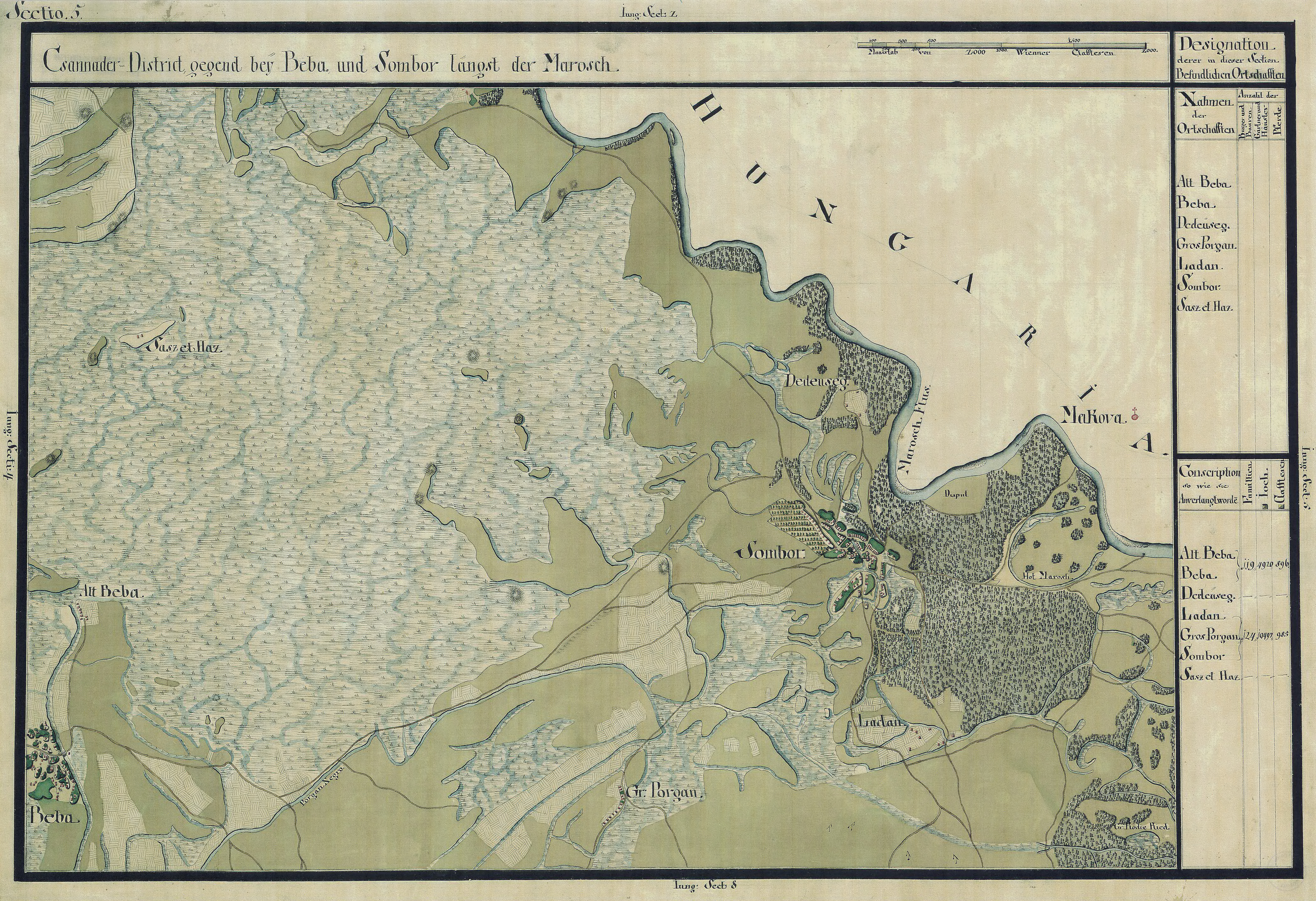
Pordeanu în Harta Iosefină a Banatului